# São Tomé (Rio Grande do Norte)
Pour les articles homonymes, voir São Tomé.
São Tomé est une municipalité brésilienne située dans l'État du Rio Grande do Norte.